# Роника
Роника (англ. Ronika, настоящее имя Вероника Сэмпсон; англ. Veronica Sampson) — британская певица, музыкант и диджей. Роника несёт единоличную ответственность за своё творчество и самостоятельно создаёт и исполняет собственную музыку. Несмотря на сравнительно недавнее появление на сцене, у певицы появилась своя аудитория и некоторая популярность.

## Биография

### Ранние годы и начало карьеры
Вероника Сэмпсон родилась в Ноттингеме. Будучи ещё ребёнком она занялась музыкой. В подростковом возрасте Вероника начала создавать свои композиции, находясь под влиянием творчества Squarepusher. Дома Сэмпсон экспериментировала с многоканальным способом записи звука, а по выходным посещала местную студию. В конце концов, она начала работать диджеем в клубах Ноттингема. Спустя некоторое время Вероника сотрудничала в качестве приглашённой вокалистки с группой Swimming и с продюсером Лилликой Либертин.
Дебютный альбом All That We Know был выпущен самиздатом и записывался в студии, которую Сэмпсон организовала в собственной спальне. После релиза All That We Know от фонда искусств урбанистической музыки BBC Вероника получила £ 10,000.

### Первые успехи (2010—2012)
В 2010 году Вероника создаёт собственный лейбл Recordshop. Затем Сэмпсон, под псевдонимом Роника, записывает и выпускает три мини-альбома: Do or Die/Paper Scissors Stone, Forget Yourself/Wiyoo и Only Only/In the City. Записи были замечены некоторыми британскими музыкальными критиками. Так, например, редактор The Guardian Пол Лестер описал творчество Вероники как «немного ранней Мадонны или Гвен Стефани», а стиль причислил к ню-диско, синти-фанку и синти-попу. Редколлегией The Sunday Times был оставлен положительный отзыв к альбому Forget Yourself/Wiyoo; редакция назвала пластинку «искусной» и «потрясающей».
9 апреля 2012 года Вероника выпускает сингл «Automatic». Сайт Popjustice похвалил звучание композиции, в то время как журналом NME «Automatic» была описана как «поп-музыка для настоящих поклонников попа 80-х…».
4 мая 2012 года Вероника выступила на разогреве у Литл Бутс. Кроме того, 4 мая в эфире BBC Radio 1 состоялась премьера композиции «How Can I Live Without You (Make It Right)» DJ Hervé, в записи которой принимала участие Сэмпсон.

### Дебютный студийный альбом (2013—настоящее время)
22 апреля 2013 года Вероника выпускает мини-альбом Rough n Soothe. В обзоре Pitchfork Media было отмечено, что Роника «создала заманчивую запись, которая в равной степени и очаровательная и дерзкая». Дебютный полноформатный студийный альбом певицы, Selectadisc, был выпущен для цифровой дистрибуции 2 июня 2014 , а 20 июня альбом поступил в продажу на грампластинках ограниченным тиражом в 500 экземпляров. По словам Вероники, диск получил название в честь независимого музыкального магазина Ноттингема, который был закрыт в 2009 году. Релизу альбома предшествовал цифровой сингл «Shell Shocked», который распространялся с 12 марта 2014.
Selectadisc был встречен восторженными отзывами музыкальных обозревателей. В The Guardian подчеркнули «душевность вокала», в то время как редактор The Observer высказал мнение, что «смелые, экстатические песни альбома опираются на […] синтетическую танцевальную музыку 80-х». Схожие мнения были высказаны в журналах Mojo и Mixmag.

## Дискография
Студийные альбомы
- Selectadisc (2014)

Мини-альбомы
- Do or Die/Paper Scissors Stone (2010)
- Forget Yourself/Wiyoo (2011)
- Only Only/In the City (2011)
- Rough n Soote (2013)

Синглы
- «Automatic» (2012)